# وگنانکی
وگنانکی (به لاتین: Wygnanki) یک روستا در لهستان است که در گمینا ستارا کورنگتسا واقع شده‌است. وگنانکی ۲۰۰ نفر جمعیت دارد.